# Bezpráví (železniční zastávka)
Bezpráví byla železniční zastávka, která se nacházela na trati 010, poblíž osady Bezpráví. Zastavovaly v ní pouze regionální vlaky.
V rámci rekonstrukce úseku trati mezi Ústím nad Orlicí a Brandýsem nad Orlicí, která probíhala v letech 2021–2023, byla od 12. prosince 2021, kdy vstoupil v platnost jízdní řád na rok 2022, zastávka zrušena.

## Galerie

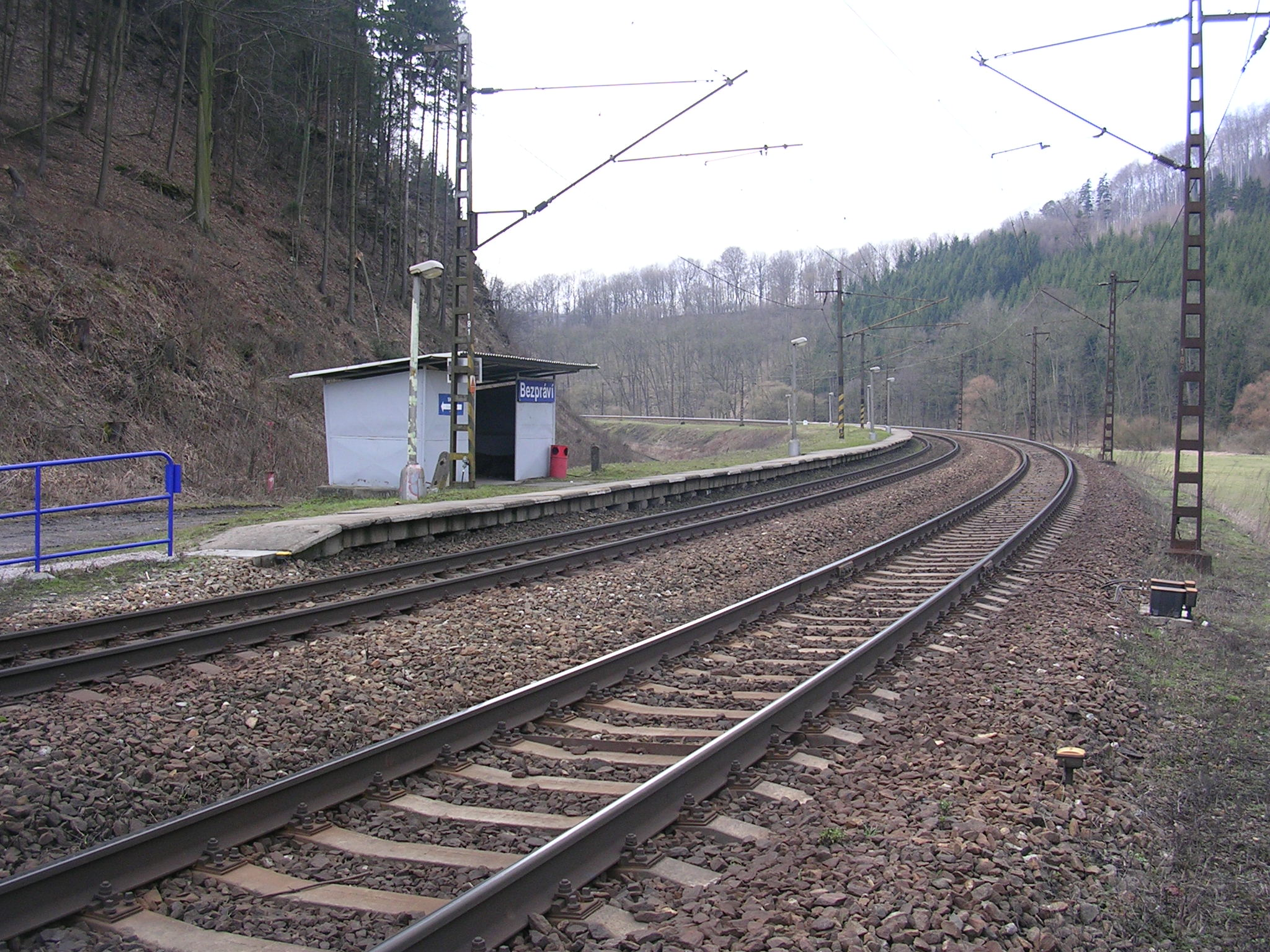
Zastávka Bezpráví v březnu 2008
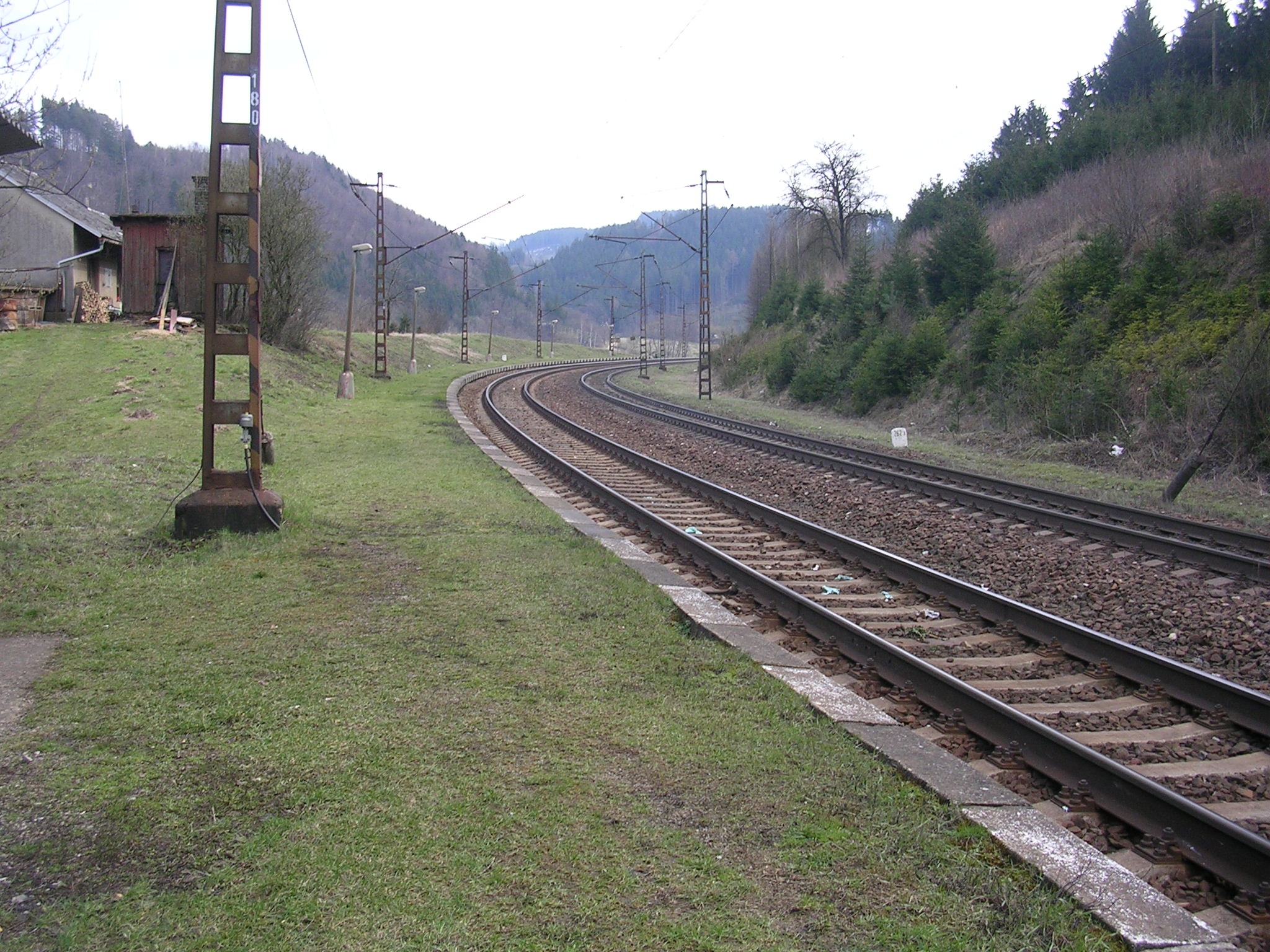
Zastávka Bezpráví v březnu 2008
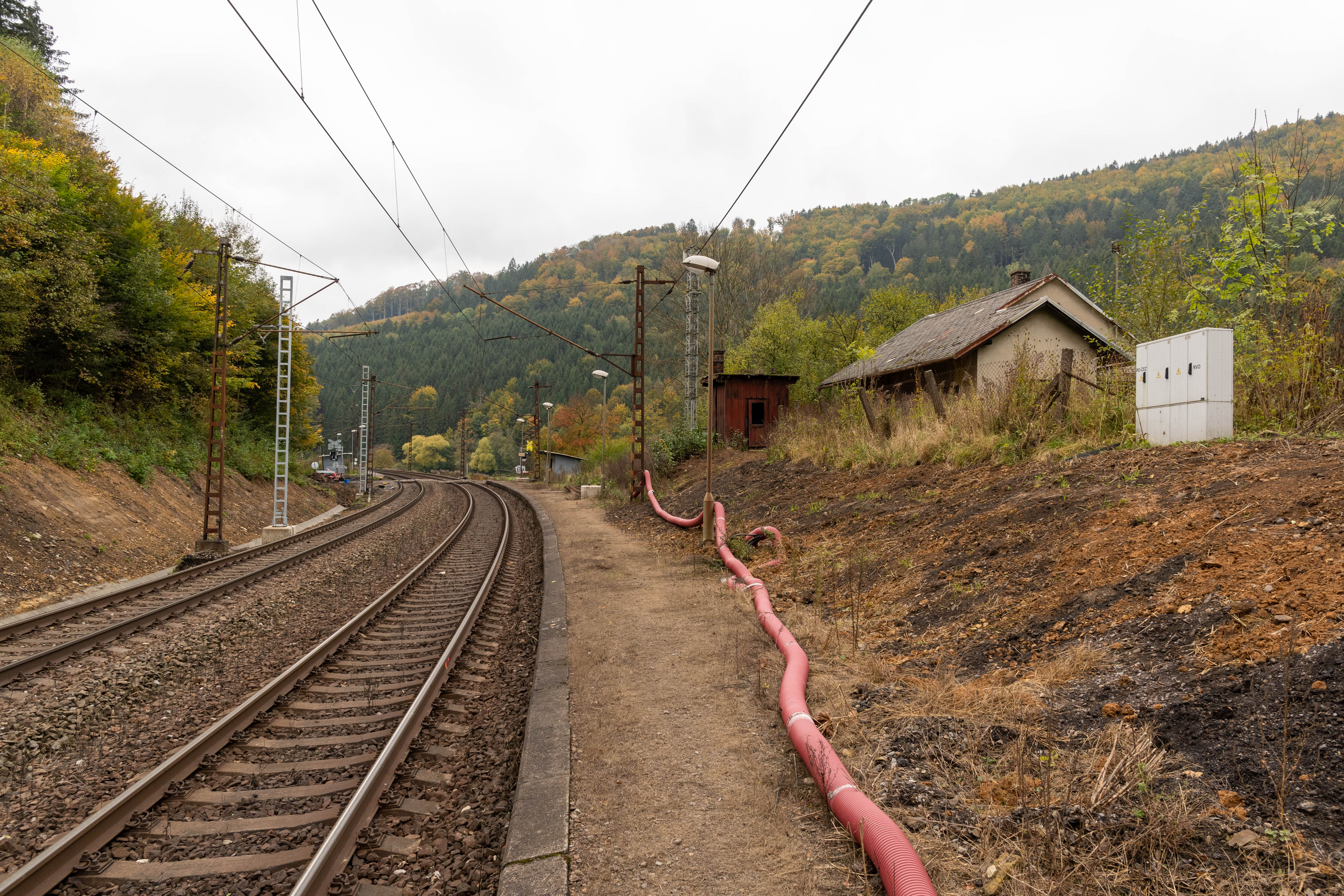
Již zrušená zastávka Bezpráví v říjnu 2021
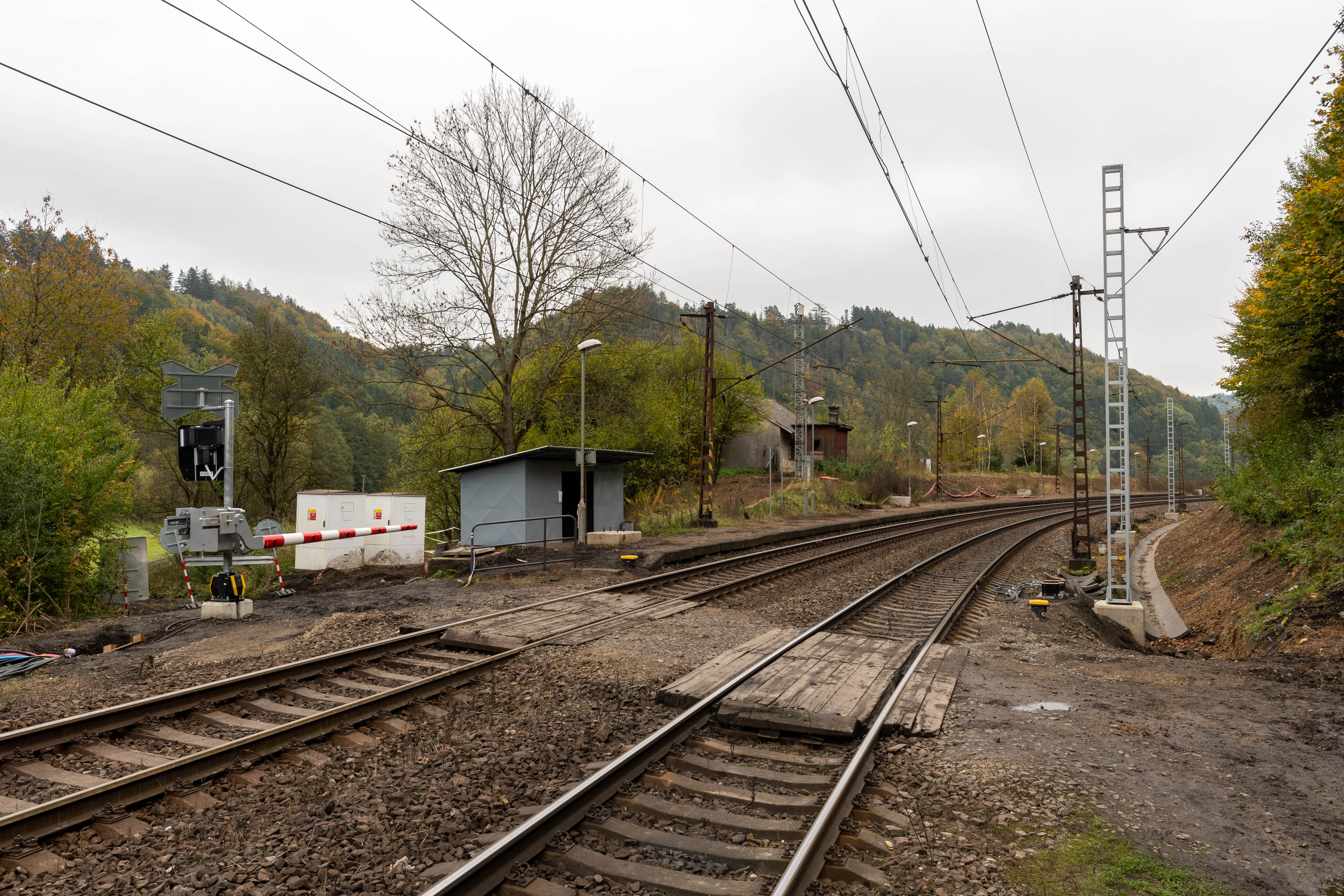
Již zrušená zastávka Bezpráví v říjnu 2021